# Сивуха Юрій Петрович
Юрій Петрович Сивуха (13 січня 1958, Мала Данилівка, Дергачівський район, Харківська область) — радянський та український футболіст, воротар. Вихованець харківського футболу. Майстер спорту СРСР (з 1977 року). Легенда футбольного клубу «Металіст» (Харків). Екс-воротар молодіжної збірної СРСР.

## Спортивна біографія
У складі харківського «Металіста» з'явився, після закінчення місцевої ДЮСШ «Трудові резерви». Після вдалого виступу в складі збірної СРСР на юнацькому чемпіонаті світу-1977 року, перспективний воротар два роки провів у складі київського «Динамо», де виступав більше дублером основного голкіпера киян Віктора Юрковського.
Повернувшись до рідного «Металіста», він на довгі роки став незамінним воротарем харківського клубу. Загалом за кар'єру в складі команди першої столиці України провів 308 матчів в офіційних турнірах різних рангів.
Після появи в «Металісті» перспективного Ігоря Кутепова, Юрій Сивуха переходить до лав запорізького «Металурга». 1990 року, запоріжці завойовують право на виступ у вищій лізі чемпіонату СРСР, а одним з «винуватців» цієї історичної події для запорізького футболу став ветеран українського воротарського корпусу Юрій Сивуха. На його рахунку безліч зіграних матчів, в яких він видавав свої знамениті сейви та головне — стабільну і надійну гру на останньому рубежі.
Після вдалих сезонів у запорізькому «Металурзі», Сивуха пограв ще в кіровоградській «Зірці», запорізькому «Торпедо», а закінчив кар'єру в 40 з лишком років у вінницькій «Ниві».
Цитата багаторічного головного тренера харківського «Металіста» Євгена Пилиповича Лемешка: «Нехай не ображаються інші воротарі „Металіста“, але найкращим за всі роки у нашій команді був Юрій Сивуха».
З 1998 року став тренером. Працював на тренерських посадах в  харківському «Металісті» та аматорських командах.

У січні 2013 року призначений на посади тренера збірної України по роботі з воротарями. У серпні 2016 року був тренером воротарів збірної України. Після цього став працювати у клубі «Металіст 1925».

## Титули та досягнення
- Володар Кубка СРСР (2): 1978, 1988
- Срібний призер чемпіонату СРСР: 1978
- Фіналіст Кубка Федерації футболу СРСР: 1987
- Переможець юнацького чемпіонату Європи (U-18): 1976
- Чемпіон світу (U-20): 1977
- Переможець першої ліги чемпіонату СРСР: 1981
- Бронзовий призер першої ліги чемпіонату СРСР (2): 1980, 1990
- В списках 22-х найкращих футболістів України: № 1 — 1992 рік.
- В списках 12-ти найкращих футболістів України: № 1 — 1992/1993.